# Hazel Buckham
Hazel Buckham (27 de diciembre de 1888-4 de septiembre de 1959) fue una actriz teatral y cinematográfica de nacionalidad estadounidense, activa en la época del cine mudo.

## Biografía
Nacida en Minneapolis, Minnesota, era hija única de Adam Buckham y Ida Cummins. Su padre era un electricista canadiense emigrado a temprana edad, y su madre una neoyorquina. La pareja se había casado en 1886, y en 1910 se mudaron con su hija a Los Ángeles.
Hazel Buckham inició su carrera artística actuando para la Ferris Stock Company en producciones itinerantes que representaban por la Costa Este de los Estados Unidos. Formando parte del elenco del Teatro Morosco de Nueva York, en 1912 Buckham fue solicitada por Biograph Studios para actuar en el cine. Para la pantalla trabajó en una cuarentena de producciones, tanto para Biograph como para American Film Company, Broncho Film Company, Kay-Bee Pictures y Universal Studios.
Buckham estuvo casada con el actor Joe King, y fue la madre de Joleen King (1914-1984), una actriz que actuó en varias películas entre 1939 y 1950. Hazel Buckham dejó la interpretación poco después del nacimiento de su hija, y permaneció residiendo en Los Ángeles, California, donde falleció en 1959, a los 70 años de edad.

## Filmografía completa
| - His Squaw, de Charles Giblyn (1912) - The Mosaic Law, de Thomas H. Ince (1913) - The Wheels of Destiny, de Francis Ford (1913) - The Lost Dispatch, de Charles Giblyn (1913) - The Sins of the Father, de William J. Bauman (1913) - A Southern Cinderella, de Burton L. King (1913) - Retrogression (1913) - Bread Cast Upon the Waters, de Thomas H. Ince (1913) - Heart Throbs, de Burton L. King (1913) - A Wartime Mother's Sacrifice, de Burton L. King (1913) - The House of Bondage (1913) - The Bondsman, de Charles Giblyn (1913) - Exoneration, de Charles Giblyn (1913) - The Open Door, de Edward Barker (1913) - Eileen of Erin, de Raymond B. West (1913) - From Father to Son, de Robert Z. Leonard (1914) - The Boob's Honeymoon, de Robert Z. Leonard (1914) - Captain Jenny, S.A., de Otis Turner (1914) - For the Family Honor, de Robert Z. Leonard (1914) - The House Across the Street (1914) - The Senator's Bill, de Robert Z. Leonard (1914) | - In the Eye of the Law, de Robert Z. Leonard (1914) - The Ruby Circle, de Robert Z. Leonard (1914) - A Boob Incognito, de Robert Z. Leonard (1914) - Mountain Law, de Robert Z. Leonard (1914) - A Man, a Girl and Another Man, de Robert Z. Leonard (1914) - Aurora of the North, de Lloyd Ingraham (1914) - A Boob There Was, de Robert Z. Leonard (1914) - The Fox, de Lloyd Ingraham (1914) - Swede Larson, de Robert Z. Leonard (1914) - The Awakening, de Otis Turner (1914) - A Law Unto Himself, de Robert Z. Leonard (1914) - The House Discordant, de Robert Z. Leonard (1914) - The Weird Nemesis, de Jacques Jaccard (1915) - The Shriek in the Night, de Jacques Jaccard (1915) - A Life at Stake, de Jacques Jaccard (1915) - A White Feather Volunteer, de Rupert Julian (1915) - The Wanderers, de William Wolbert (1916) - Liberty, de Jacques Jaccard y Henry MacRae (1916) |